# Urko González de Zárate
Urko González de Zárate Quirós (Vitoria-Gasteiz, 20 marzo 2001) è un calciatore spagnolo, difensore o centrocampista dell'Espanyol in prestito dalla Real Sociedad.

## Carriera

### Club
Urko González de Zárate è cresciuto nel settore giovanile della Real Sociedad, ed ha iniziato la sua carriera con la squadra C nella stagione 2019-2020 di Tercera División. Nel luglio 2020 ha rinnovato il contratto fino al 2024 ed è stato promosso nella Real Sociedad B.
Il 20 settembre 2020 ha debuttato in prima squadra nell'incontro di Primera División pareggiato 0-0 contro il Real Madrid.

### Nazionale
Nel 2022 ha giocato con la Spagna Under-21.

## Statistiche

### Presenze e reti nei club
Statistiche aggiornate al 25 maggio 2024.
| Stagione        | Squadra         | Campionato      | Campionato | Campionato | Coppe nazionali | Coppe nazionali | Coppe nazionali | Coppe continentali | Coppe continentali | Coppe continentali | Altre coppe | Altre coppe | Altre coppe | Totale | Totale | Totale |
| Stagione        | Squadra         | Comp            | Pres       | Reti       | Comp            | Pres            | Reti            | Comp               | Pres               | Reti               | Comp        | Pres        | Reti        | Pres   | Reti   |        |
| --------------- | --------------- | --------------- | ---------- | ---------- | --------------- | --------------- | --------------- | ------------------ | ------------------ | ------------------ | ----------- | ----------- | ----------- | ------ | ------ | ------ |
| 2018-2019       | Real Sociedad C | TD              | 1          | 0          |                 | -               | -               |                    | -                  | -                  |             | -           | -           | 1      | 0      |        |
| 2019-2020       | Real Sociedad C | TD              | 21         | 0          |                 | -               | -               |                    | -                  | -                  |             | -           | -           | 21     | 0      |        |
| 2020-2021       | Real Sociedad B | SDB             | 17         | 0          |                 | -               | -               |                    | -                  | -                  |             | -           | -           | 17     | 0      |        |
| 2021-2022       | Real Sociedad B | PDR             | 35         | 0          |                 | -               | -               |                    | -                  | -                  |             | -           | -           | 35     | 0      |        |
| 2022-2023       | Real Sociedad B | PF              | 25         | 0          |                 | -               | -               |                    | -                  | -                  |             | -           | -           | 25     | 0      |        |
| 2020-2021       | Real Sociedad   | PD              | 2          | 0          | CR              | 0               | 0               | UEL                | 0                  | 0                  |             | -           | -           | 2      | 0      |        |
| 2021-2022       | Real Sociedad   | PD              | 0          | 0          | CR              | 0               | 0               | UEL                | 0                  | 0                  |             | -           | -           | 0      | 0      |        |
| 2022-2023       | Real Sociedad   | PD              | 0          | 0          | CR              | 0               | 0               | UEL                | 1                  | 0                  |             | -           | -           | 1      | 0      |        |
| 2023-2024       | Real Sociedad   | PD              | 5          | 0          | CR              | 3               | 0               | UCL                | 0                  | 0                  |             | -           | -           | 8      | 0      |        |
| Totale carriera | Totale carriera | Totale carriera | 106        | 0          |                 | 3               | 0               |                    | 1                  | 0                  |             | -           | -           | 110    | 0      |        |